# Exekutiv producent
En exekutiv producent eller verkställande producent är en överordnad producent inom nöjes-, medie- och kulturindustrin. Speciellt vanlig är befattningen vid filminspelningar och spelutveckling, men förekommer också vid musikinspelningar. På svenska är det ett ganska nytt begrepp. Verkställande producent är en inte lika vanlig synonym.
Den exekutiva producenten ägnar sig åt det övergripande ansvaret, till exempel finansiella frågor, medan en "vanlig" producent, särskilt inom musikinspelningar, arbetar närmare inspelningsprocessen, till exempel med att ge instruktioner i studion. Uppgifterna kan variera mycket mellan olika inspelningar. En exekutiv producent kan även ha en mer passiv roll i produktionen och fungera mer som en rådgivare och inspirationskälla. En del är frilansare och ägare av produktionsbolaget. De arbetar ofta med flera produktioner samtidigt.
I vissa sammanhang (som konserter, festivaler, föreläsningsserier och liknande kulturarrangemang) används begreppet "arrangör" för den som har i stort sett samma roll som en exekutiv producent.
Inom TV-produktion är en exekutiv producent oftast representant för beställaren, det vill säga TV-kanalen, till skillnad från TV-producenten, som är knuten till produktionsbolaget. I vissa fall kan den exekutiva producenten också representera produktionsbolag, stora sådana. Då är TV-producenten den operativa producenten och exekutiva producenten den som har det övergripande ekonomiska och innehållsmässiga ansvaret från produktionsbolagets sida gentemot tv-kanalen.